# Steve Bittner

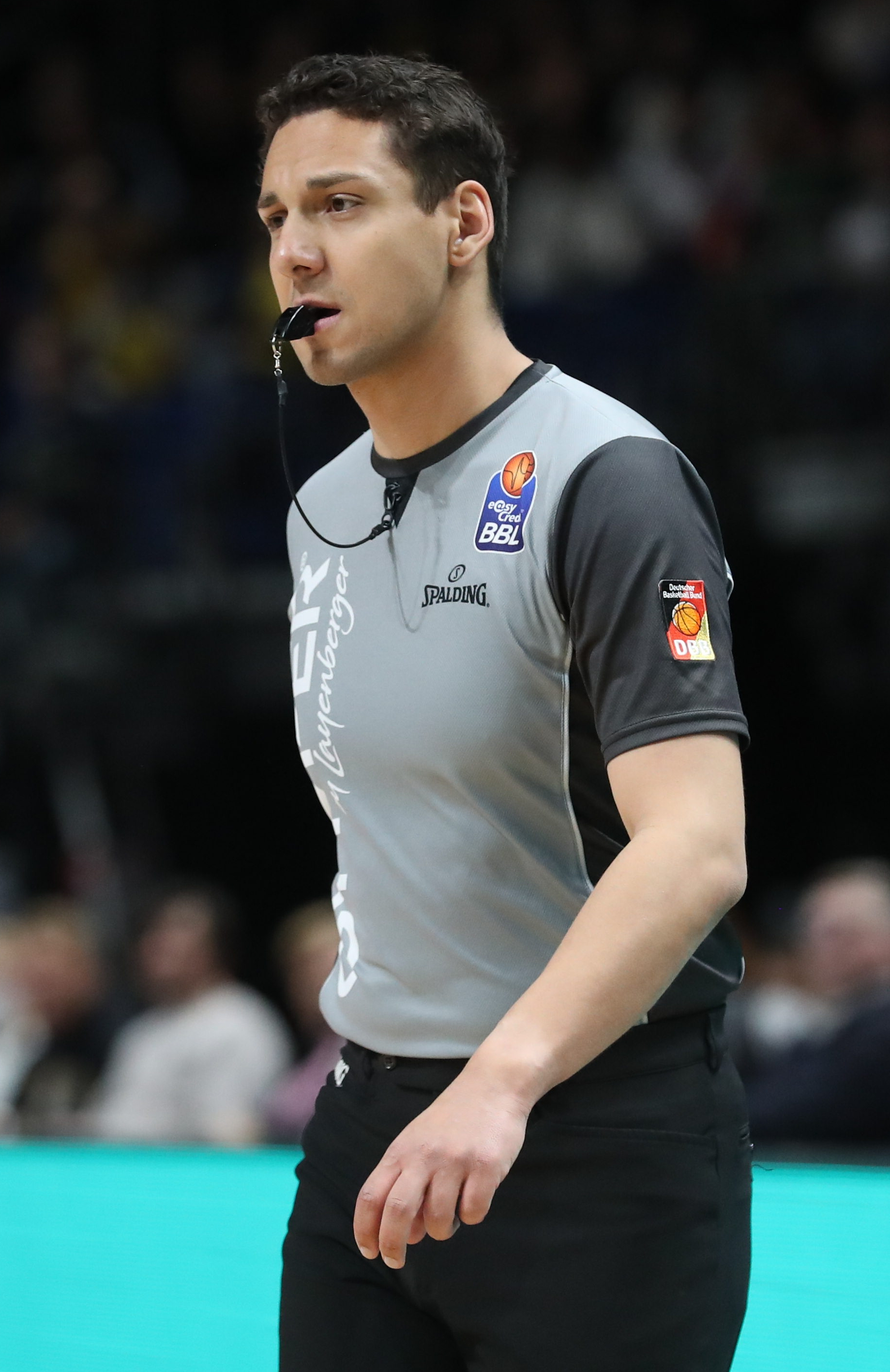
Steve Bittner (2022)

Steve Bittner (* 1. Mai 1991 in Zwickau) ist ein deutscher Politikwissenschaftler und Basketballschiedsrichter. Er kommt in der Basketball-Bundesliga und seit der Saison 2021/22 in den europäischen Wettbewerben EuroLeague und EuroCup zum Einsatz. Bittner ist seit 2017 Schiedsrichter des Weltbasketballverbandes Fédération Internationale de Basketball (FIBA) und leitete von 2018 bis 2021 Spiele in der Basketball Champions League. Er ist als ehrenamtlicher Basketballfunktionär tätig, als Politikwissenschaftler arbeitet er am in Dresden ansässigen Institut für angewandte Demokratie- und Sozialforschung anDemos.

## Werdegang und Leistungen als Schiedsrichter
Im Oktober 2006 erwarb Bittner mit 15 Jahren seine DBB-Schiedsrichterlizenz und leitete zunächst Spiele in den Ligen des Basketballverbandes Sachsen. In der Saison 2007/08 pfiff er seine ersten Spiele in der 2. Regionalliga Südost. 2008 stieg er als Schiedsrichter in die 1. Regionalliga auf und leitete Spiele in der Nachwuchs-Basketball-Bundesliga und 2. Damen-Basketball-Bundesliga.
2009 wurde Steve Bittner das Peter-Klingbiel-Stipdendium verliehen, welches zu Ehren des verstorbenen DBB-Generalsekretärs Peter Klingbiel eingeführt wurde und junge Basketballschiedsrichter in ihrer Entwicklung zum Spitzenschiedsrichter unterstützt.
2009 wurde er in den C-Kader des Deutschen Basketball Bundes berufen und pfiff in den Spieljahren 2009/10, 2010/11 und 2011/12 vorrangig Begegnungen in der 2. Basketball-Bundesliga ProB. In der Saison 2011/12 leitete Bittner auch erste Partien in der 2. Basketball-Bundesliga ProA.
2012 wurde er in den DBB-B-Kader berufen und leitete am 10. Oktober 2012 sein erstes Spiel in der 1. Basketball-Bundesliga zwischen den Telekom Baskets Bonn und Medi Bayreuth.
In der Saison 2013/14 wurde Bittner im Alter von 22 Jahren in den A-Kader berufen und ist seitdem in der 1. Basketball-Bundesliga tätig. Er wurde als Schiedsrichter unter anderem in der Saison 2014/15 im Viertelfinale um die deutsche Meisterschaft, in den Spielzeiten 2015/16 und 2017/18 auch im Halbfinale sowie 2016/17, 2018/19, 2019/20 und 2020/21 in den Endspielen eingesetzt.
2017 erhielt Bittner die Schiedsrichterlizenz des internationalen Basketballverbandes FIBA und leitete in den Spieljahren 2018/19, 2019/20, 2020/21 Spiele im höchsten europäischen FIBA-Wettbewerb, der Basketball Champions League. 2018 leitete er Spiele (unter anderem das kleine Finale zwischen Frankreich und der Türkei) bei der U16-Europameisterschaft in Novi Sad (Serbien).
2019 wurde er als Schiedsrichter vom Weltbasketballverband FIBA für die U19-Weltmeisterschaft der Damen in Bangkok (Thailand) nominiert. Im Juni 2020 nahm Bittner als einer von elf Schiedsrichtern am Finalturnier der Basketball-Bundesliga teil, leitete die Halbfinalserie zwischen den EWE Baskets Oldenburg und Alba Berlin und das Rückspiel des Finales zwischen den MHP Riesen Ludwigsburg und Alba Berlin, in dem sich die Berliner durchsetzten und den Meistertitel gewannen.
2021 leitete Bittner das Halbfinale des BBL-Pokals zwischen der BG Göttingen und Alba Berlin sowie das Endspiel zwischen Alba Berlin und dem FC Bayern München. Im April 2025 war er im zweiten Endspiel des Wettbewerbs EuroCup zwischen CB Gran Canaria und Hapoel Tel Aviv im Einsatz.